# Celestino Aós Braco

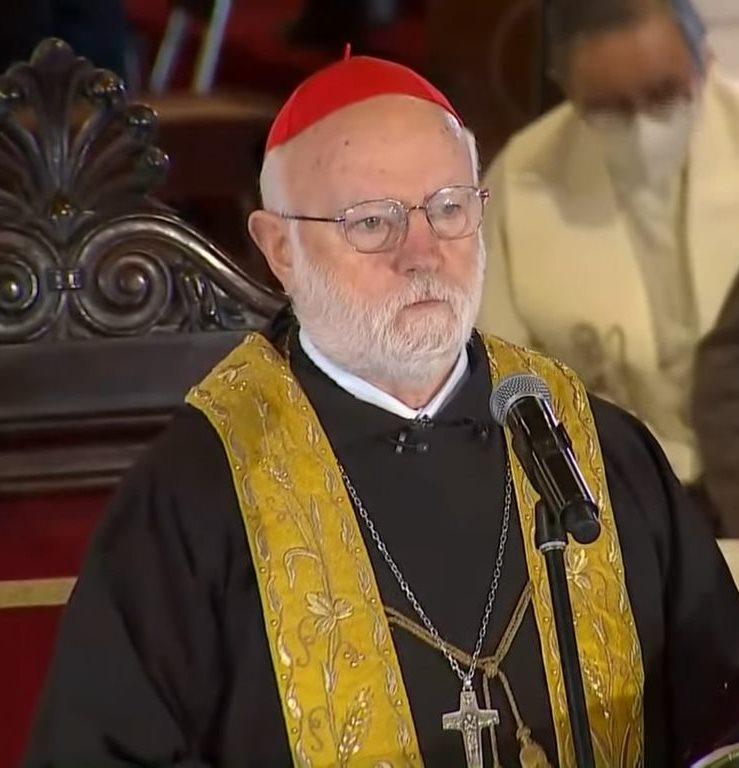
Celestino Kardinal Aós Braco OFMCap (2021)

Kardinalswappen von Celestino Aós Braco.

Celestino Kardinal Aós Braco OFMCap (* 6. April 1945 in Artáiz, Navarra) ist ein spanischer Ordensgeistlicher und emeritierter römisch-katholischer Erzbischof von Santiago de Chile und Vorsitzender der chilenischen Bischofskonferenz.

## Leben
Celestino Aós Braco trat der Ordensgemeinschaft der Kapuziner bei und legte am 15. August 1964 in Sangüesa die zeitliche Profess ab. Er studierte Philosophie in Saragossa und Katholische Theologie in Pamplona. Aós legte am 16. September 1967 die ewige Profess ab. Er empfing am 30. März 1968 in Pamplona das Sakrament der Priesterweihe. An der Universität Barcelona erwarb Aós ein Lizenziat im Fach Psychologie.
Anschließend war Celestino Aós Braco Lehrer in Lecároz, Pfarrvikar in Tudela und Professor in Pamplona. 1983 wurde Aós nach Chile entsandt, wo er Pfarrvikar in Longaví wurde. Anschließend war er Superior des Kapuzinerkonvents in Los Ángeles und Pfarrer der Pfarrei San Miguel in Viña del Mar sowie Bischofsvikar für das Geweihte Leben im Bistum Valparaíso. 2008 wurde Celestino Aós Braco Pfarrvikar der Pfarrei San Francisco de Asís in Los Ángeles. Zudem war er Kirchenanwalt am Kirchengericht des Bistums Valparaíso und Richter am Kirchengericht des Erzbistums Concepción.
Am 25. Juli 2014 ernannte ihn Papst Franziskus zum Bischof von Copiapó. Der Apostolische Nuntius in Chile, Erzbischof Ivo Scapolo, spendete ihm am 18. Oktober desselben Jahres die Bischofsweihe; Mitkonsekratoren waren der Erzbischof von Antofagasta, Pablo Lizama Riquelme, und der emeritierte Bischof von Copiapó, Gaspar Quintana Jorquera CMF.
Am 23. März 2019 bestellte ihn Franziskus zunächst zum Apostolischen Administrator von Santiago de Chile und ernannte ihn am 27. Dezember 2019 zum Erzbischof dieser Erzdiözese.
Im Konsistorium vom 28. November 2020 nahm ihn Papst Franziskus als Kardinalpriester mit der Titelkirche Santi Nereo e Achilleo in das Kardinalskollegium auf. Dies gilt als Würdigung seines Einsatzes für die Aufarbeitung von Missbrauchsfällen in der chilenischen Kirche. Die Besitzergreifung seiner Titelkirche fand am 19. Juni 2021 statt.
Am 16. Dezember 2020 berief ihn Papst Franziskus zudem zum Mitglied der Päpstlichen Kommission für Lateinamerika und am 29. September 2021 zum Mitglied der Kongregation für das Katholische Bildungswesen. Ferner wurde er am 1. Juni 2022 Mitglied der Kongregation für den Gottesdienst und die Sakramentenordnung. Am 18. Februar 2023 ernannte ihn Papst Franziskus zum Mitglied des Dikasteriums für die Kultur und die Bildung, in dem die vormalige Kongregation für das Bildungswesen aufgegangen war.
Seit Juli 2021 ist er Vorsitzender der chilenischen Bischofskonferenz.
Am 25. Oktober 2023 hat der Papst seinen altersbedingten Rücktritt vom Amt des Erzbischofs von Santiago de Chile angenommen und Fernando Natalio Chomalí Garib zu seinem Nachfolger ernannt.